# Zębalowa

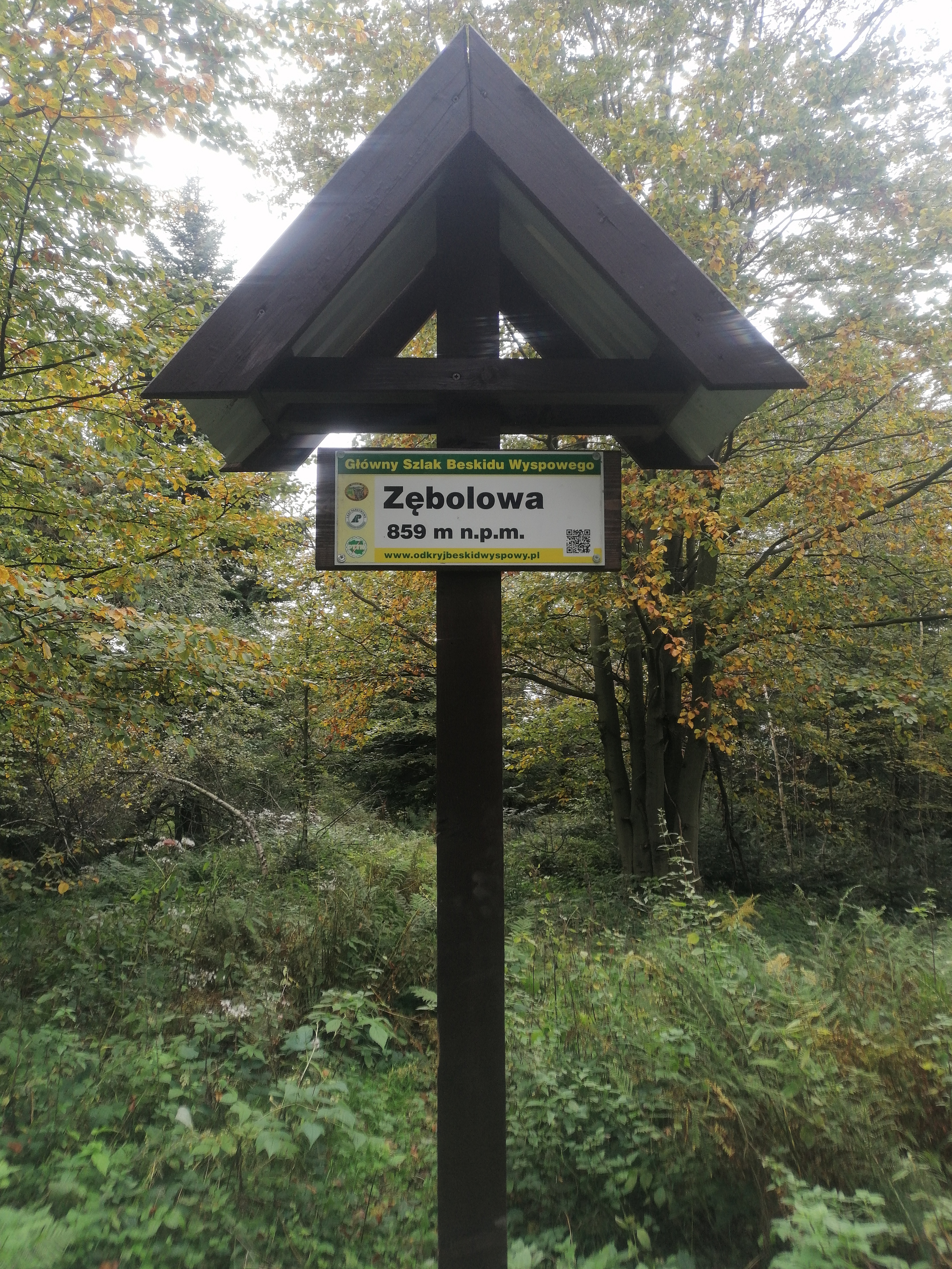
Tabliczka na szczycie

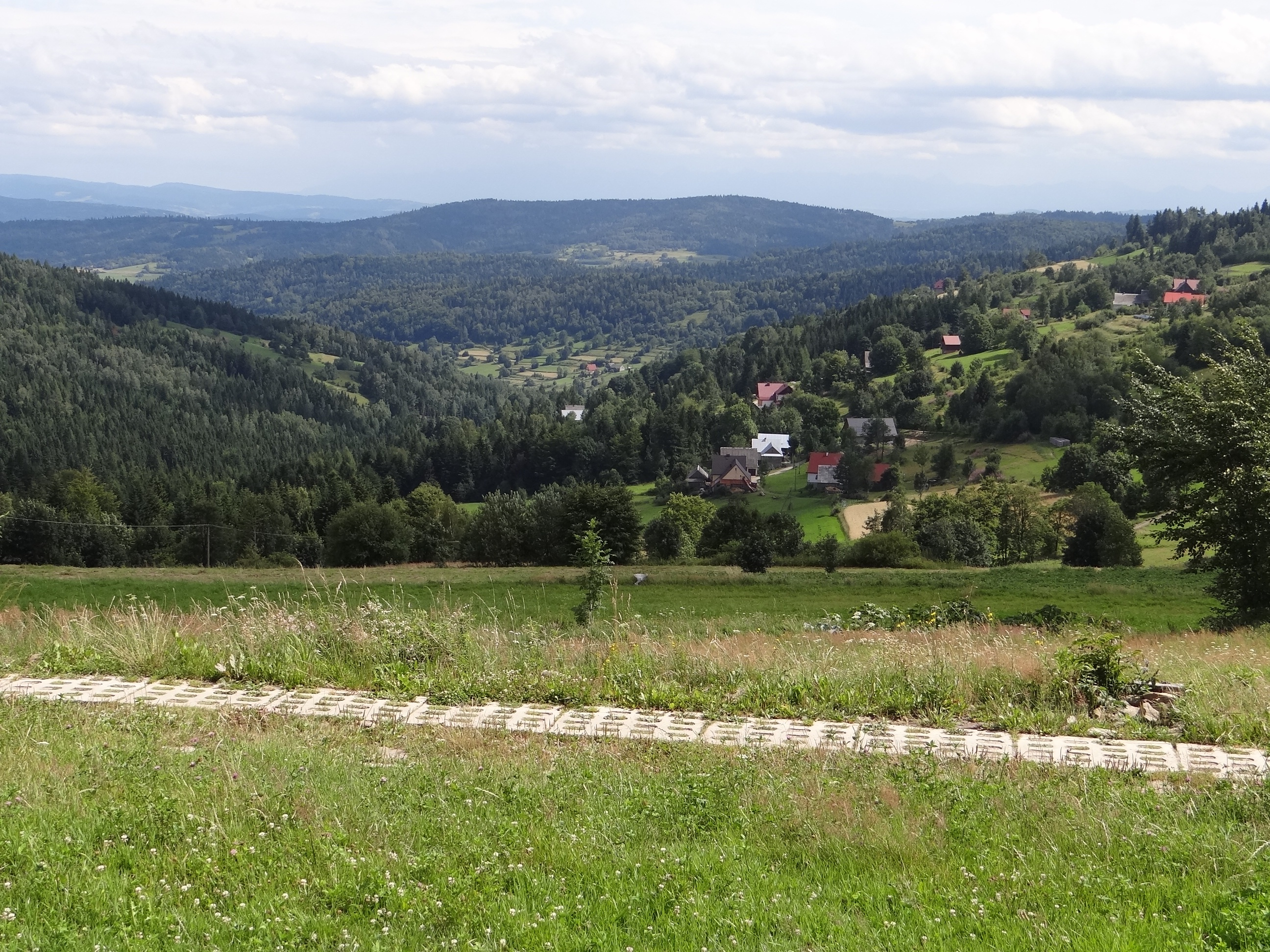
Widok z Koskowej Góry

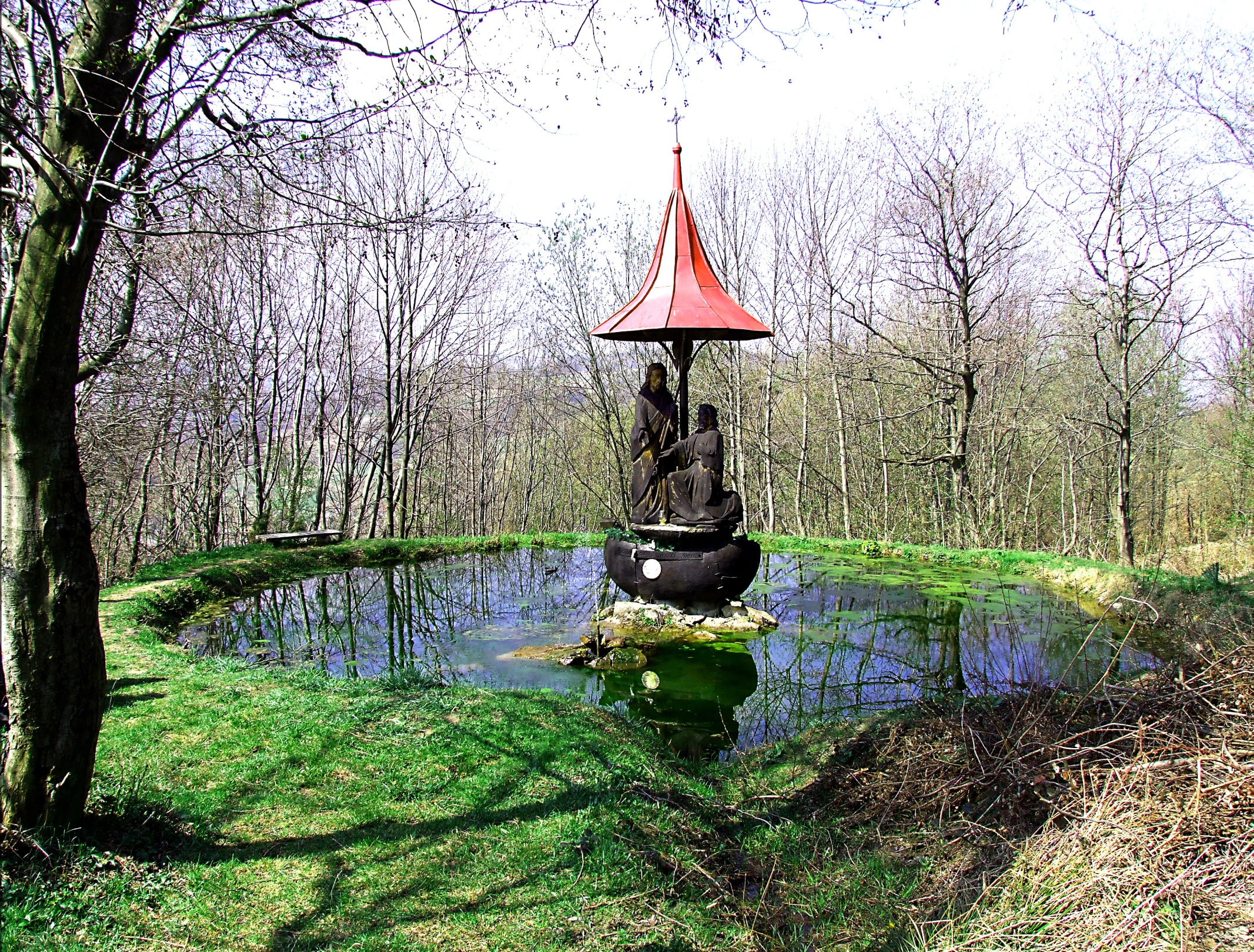
Jedna ze stacji Kalwarii Tokarskiej

Zębalowa – rozległy szczyt (854 m) oraz masyw górski w Beskidzie Wyspowym, w polskich Beskidach Zachodnich.

## Nazewnictwo
W nazewnictwie miejscowej ludności góra ma wiele nazw. Mieszkańcy Łętowni nazywają ją Zębolową, mieszkańcy Tokarni – Golcem, zaś mieszkańcy Krzczonowa, Lubnia, Krzeczowa i Tenczyna – Klimasem. Nazwa Zębolowa pochodzi od roli Zębolowej, Golec – od wylesionych niegdyś stoków, a Klimas – prawdopodobnie od dość częstego w Lubniu nazwiska Klimas. Nazwę zniekształcili kartografowie austriaccy, nazywając główny wierzchołek Zembalową, a jeden z krótkich grzbietów – Cymbałową. Nazwę Klimas przenieśli na zakończenie głównego grzbietu, a Golec na północno-zachodni grzbiet.
Popularny przewodnik po Beskidach Władysława Krygowskiego stosował nazwę Zębalowa z wysokością 859 m. Autor zauważał tu, że „Nazwa szczytu wydaje się być przekręceniem nazwy Sobalowa, nawiązującej do nazwiska”. Tę samą nazwę Zębalowa stosował nieco później w swych przewodnikach Andrzej Matuszczyk. W najbardziej aktualnym przewodniku po Beskidzie Wyspowym autorstwa Dariusza Gacka występuje Zembolowa z kotą 858. Autor podaje, że „Używana w Łętowni nazwa Zembolowa pochodzi od roli (osiedla), na której gruntach leży główny wierzchołek”.
Dawniejsze mapy Państwowego Przedsiębiorstwa Wydawnictw Kartograficznych stosowały nazwę Zębalowa z kotą 860 m lub Zębalowa z kotą 858 m. Aktualna mapa Geoportalu podaje nazwę Zębalowa i wysokość 854,2 m, mapa Compassu nazwę Zębolowa i wysokość 858 m.

## Topografia
Masyw Zębalowej leży w północno-zachodniej części Beskidu Wyspowego. Tworzy wyraźną „wyspę”, otoczoną niemal całkowicie dolinami trzech rzek: Krzczonówki, Raby i Smugawki. Jedynie po stronie południowo-zachodniej opada do płaskowyżu Naprawy. Masyw Zębalowej w większości porasta las, jedynie podnóża zajęte są pod pola uprawne i zabudowania. Zębalowa wznosi się nad miejscowościami: Krzczonów, Lubień, Krzeczów, Łętownia i Tokarnia.
W skład masywu Zębalowej wchodzą również m.in.: Leśniakówka (702 m), Cymbałowa (823 m), Urbania Góra (674 m), Pawlikowa (596 m), Cyrla (666 m), Surgowa (562 m), Chobocia Góra (579 m), Hola (666 m).
W północno-zachodnich stokach Urbaniej Góry znajduje się Kalwaria Tokarska.

## Historia
W okresie międzywojennym miejscowość Lubień była dość popularnym ośrodkiem wypoczynkowym i turystycznym. Turyści zwiedzający Zębalową znajdywali na kamieniach wyryte tajemnicze znaki. Uważano, że są to znaki dawnych poszukiwaczy skarbów. Naukowe badania przeprowadzone w latach 1930 przez Stanisława Leszczyckiego wykazały, że są to tylko znaki graniczne właścicieli gruntów. Znalazł 17 takich kamieni granicznych z wykutymi krzyżami, gwiazdkami, inicjałami i datami.

## Piesze szlaki turystyczne
Lubień – Klimas – Zębalowa – Krzeczów. Czas przejścia: 3:40 h, ↓ 3:30 h
 Tokarnia – Kalwaria Tokarska – Zębalowa. Czas przejścia: 1:45 h, ↓ 1:30 h.